# 我が家の夏〜リバー・サイド・ファミリー〜
『我が家の夏〜リバー・サイド・ファミリー〜』（わがやのなつ リバー・サイド・ファミリー）は、東海テレビ・テレパック製作、フジテレビ系で2021年9月12日の日曜 13時25分 - 14時50分に放送されたテレビドラマ。主演は平祐奈。
就職内定が決まっていた企業が倒産のために内定を取り消された女子大生が、故郷で「突然のプロポーズ」や「祖母の認知症」などの思わぬ出来事に巻き込まれながらも祖父母との交流を経て、人生において本当に大切なことに気づいていくさまを描く。なお、撮影は全編愛知県豊田市で行われた。

## キャスト
大津あかり
演 - 平祐奈
東京在住の大学4年生。
矢島豊
演 - 菅原健
あかりの幼なじみ。桃農家を経営。
大津隆司
演 - 永田竜司
あかりの父。
大津奈美江
演 - 藪下貴子
あかりの母。
大津サエ子
演 - 藤田弓子
あかりの祖母。軽度の認知症を患っている。
大津小太郎
演 - イッセー尾形
あかりの祖父。
アユ夫くん
演 -
あかりの前に出没する謎のYouTuber。

## スタッフ
- 脚本 - いとう菜のは
- 演出 - 雫石瑞穂（テレパック）
- プロデューサー - 猪飼健夫（東海テレビ）、東田陽介（テレパック）
- 制作 - 東海テレビ、テレパック